# AK-100 (両用砲)
AK-100 100mm単装速射砲（英: AK-100 100 mm gun）は、ソビエト連邦が開発した艦砲である。76mm連装砲AK-726の後継として1970年代中頃から運用が開始され、ソ連海軍の大型対潜艦や警備艦を中心に搭載された。現在もロシア海軍の艦艇に搭載されている。
同砲は主としてMR-184レーフ（Lev, NATOコードネーム：カイト・スクリーチ (Kite Screech)）FCSによって管制されるが、必要に応じて砲側での射撃指揮もできるようになっている。砲は水冷によって冷却され、砲身にはそのホースが付いている。
なお、シールドなどに鋼鉄が多用されたことから同クラスの艦砲としては重量があり、後継としてより軽量なA-190が開発されている。

## 採用国と搭載クラス
ソビエト連邦海軍/ ロシア海軍
- キエフ級航空母艦「アドミラル・ゴルシコフ」
- キーロフ級原子力ミサイル巡洋艦
- ウダロイ級駆逐艦（1型のみ）
- クリヴァクII型フリゲート
- ネウストラシムイ級フリゲート

 ソビエト国境軍/ ロシア国境軍
- クリヴァク3型国境警備艦

 ウクライナ海軍
- クリヴァク3型フリゲート「ヘーチマン・サハイダーチヌイ」

 インド海軍
- デリー級駆逐艦 - 近代化改装でオート・メラーラ 76 mm スーパー・ラピッド砲に換装。